# Festival du cinéma japonais contemporain Kinotayo 2016
Le Festival du cinéma japonais contemporain Kinotayo 2016, 11e édition du festival, a débuté avec une séance le 8 décembre 2016 dans le Val d'Oise, puis s'est déroulé du 6 au 21 janvier 2017 à Paris, puis dans d'autres villes jusqu'en mars 2017.

## Sélection

### En compétition
- Artist of Fasting (断食芸人, Danjiki Geinin) de Masao Adachi
- Bangkok Nites de Katsuya Tomita
- Destruction Babies de Tetsuya Mariko
- Happy Hour de Ryusuke Hamaguchi
- Hime-anole (ヒメアノ～ル, Hime-anōru) de Keisuke Yoshida
- Oyster Factory de Kazuhiro Soda
- Sayonara (さようなら, Sayōnara) de Koji Fukada
- The Actor de Satoko Yokohama
- Three Stories of Love (恋人たち, Koibito-tachi) de Ryosuke Hashiguchi

### Hors compétition
- Harmonium (淵に立つ, Fuchi ni tatsu) de Koji Fukada
- Your Name. (君の名は。, Kimi no na wa.) de Makoto Shinkai

## Palmarès
- Soleil d'or : 
  - Happy Hour de Ryusuke Hamaguchi
  - Oyster Factory de Kazuhiro Soda
- Prix du jury : Bangkok Nites de Katsuya Tomita
- Prix de la meilleure image : The Actor de Satoko Yokohama